# Ricardo Lucas
Ricardo Lucas Figueredo Monte Raso (São Paulo; 2 de mayo de 1974), más conocido como Dodô, es un exfutbolista brasileño que se desempeñaba como delantero centro.
En 1997, Ricardo Lucas jugó 5 veces y marcó 2 goles para la selección de fútbol de Brasil.

## Trayectoria

### Clubes
| Club                 | País                   | Año       |
| -------------------- | ---------------------- | --------- |
| Nacional             | Brasil                 | 1992-1994 |
| Fluminense           | Brasil                 | 1994      |
| São Paulo            | Brasil                 | 1995-1999 |
| Paraná               | Brasil                 | 1996      |
| Santos               | Brasil                 | 1999-2001 |
| Botafogo             | Brasil                 | 2001-2002 |
| Palmeiras            | Brasil                 | 2002      |
| Ulsan Hyundai FC     | Corea del Sur          | 2003-2004 |
| Oita Trinita         | Japón                  | 2005      |
| Goiás                | Brasil                 | 2005      |
| Botafogo             | Brasil                 | 2006      |
| Al-Ain               | Emiratos Árabes Unidos | 2006      |
| Botafogo             | Brasil                 | 2007      |
| Fluminense           | Brasil                 | 2008      |
| Vasco da Gama        | Brasil                 | 2010      |
| Portuguesa Desportos | Brasil                 | 2010-2011 |
| Guaratinguetá        | Brasil                 | 2011      |
| Grêmio Osasco        | Brasil                 | 2013      |
| Barra da Tijuca      | Brasil                 | 2013      |

### Selección nacional
| Selección | País   | Año  |
| --------- | ------ | ---- |
| Absoluta  | Brasil | 1997 |

## Estadística de equipo nacional
| Selección de fútbol de Brasil | Selección de fútbol de Brasil | Selección de fútbol de Brasil |
| Año                           | Part.                         | Goles                         |
| ----------------------------- | ----------------------------- | ----------------------------- |
| 1997                          | 5                             | 2                             |
| Total                         | 5                             | 2                             |

## Palmarés

### Torneos regionales
| Título                | Club          | Estado         | Año  |
| --------------------- | ------------- | -------------- | ---- |
| Campeonato Carioca    | Fluminense FC | Río de Janeiro | 1995 |
| Campeonato Paranaense | Paraná Clube  | Paraná         | 1996 |
| Campeonato Paulista   | São Paulo     | São Paulo      | 1998 |
| Campeonato Carioca    | Botafogo      | Río de Janeiro | 2006 |